# 越南劳动总联合会
越南劳动总联合会（越南语：／）是越南唯一的全国总工会。1929年其前身作为红色工人总工会在北方成立。二战时期称作越南劳动者救国联合会。1946年7月20日在北越解放区正式成立。 
2012年，越南国会通过《工会法》规定了越南劳动总联合会的角色，官方说法是：在越南共产党的领导下，“有责任实现党的方针政策”。
越南所有的工会都属于越南劳动总联合会。它是越南祖国阵线最大的团体成员。总工会主席邓玉松（Dang Ngoc Tung）是越共中央委员。2011年，邓玉松当选为世界工会联合会副主席。

## 组织
VGCL由64个地方省、市级总工会组成。 

### 下属工会
共计18个下属全国行业工会：
- 越南全国邮电工会
- 越南全国石油天然气工会
- 越南全国教育工会
- 越南全国工商业工会
- 越南全国电力工会
- 越南全国铁路工会
- 越南全国运输工会
- 越南全国航空工会
- 越南全国海员工会
- 越南全国银行业工会
- 越南全国建筑工会
- 越南全国卫生工会
- 越南全国农村农业工会
- 越南全国公用事业工会
- 越南全国橡胶工会
- 越南全国煤炭与矿业工会
- 越南全国人民警察工会
- 越南全国国防工会委员会

## 其他下属单位
- 《劳动报》，越南总工会机关报，以周报形式出版。
- 越南工会酒店，位于河内，是家3星级酒店。